# Praecereus euchlorus
Praecereus euchlorus là một loài thực vật có hoa trong họ Cactaceae. Loài này được (F.A.C.Weber ex K.Schum.) N.P.Taylor miêu tả khoa học đầu tiên năm 1997.

## Hình ảnh

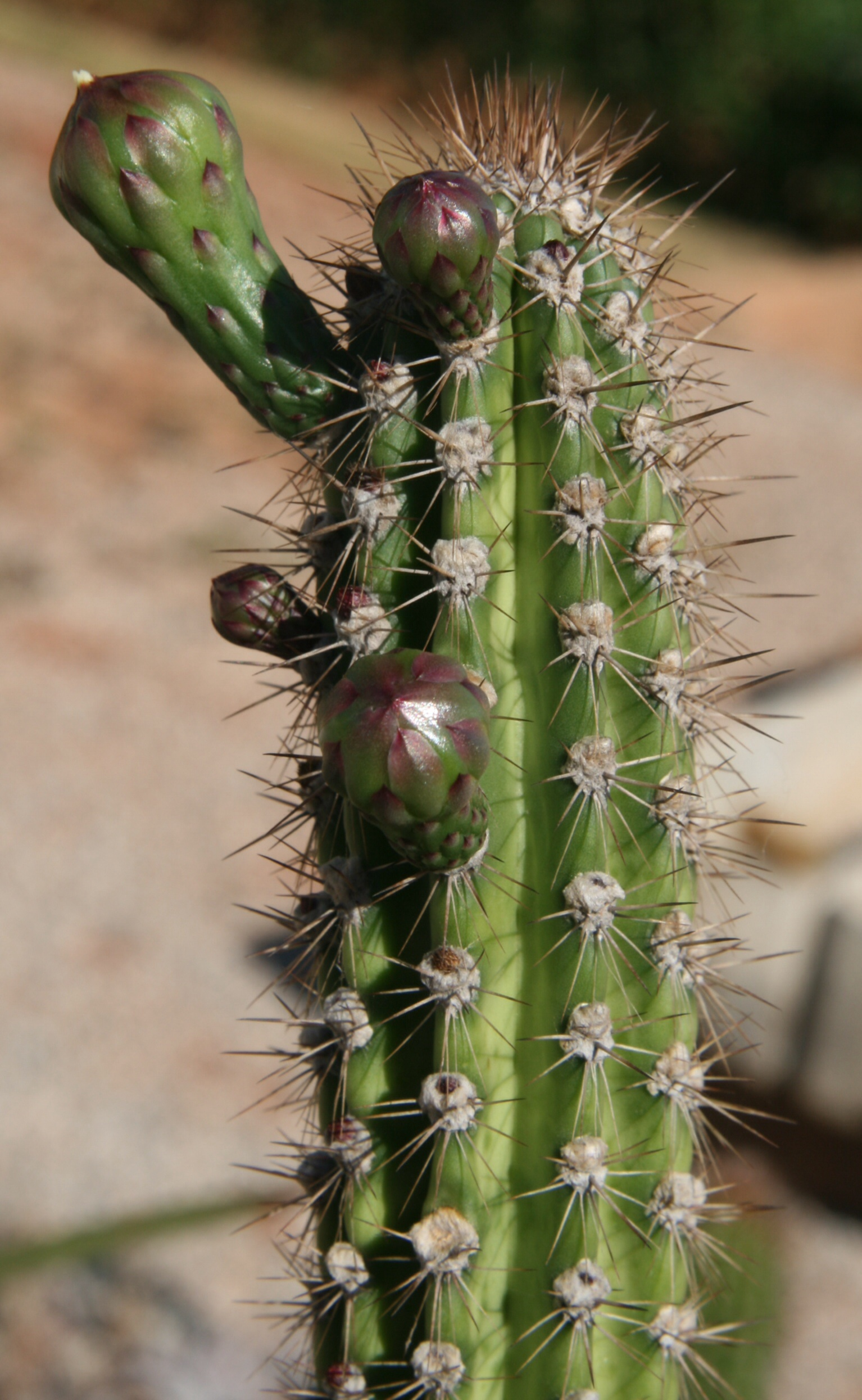